# Kilmington, Devon
Kilmington är en ort och civil parish i Storbritannien.   Den ligger i grevskapet Devon och riksdelen England, i den södra delen av landet, 220 km väster om huvudstaden London. Kilmington ligger 25 meter över havet och antalet invånare är 830.
Terrängen runt Kilmington är platt norrut, men söderut är den kuperad. Kilmington ligger nere i en dal. Runt Kilmington är det ganska tätbefolkat, med 111 invånare per kvadratkilometer. Närmaste större samhälle är Axminster, 3,1 km nordost om Kilmington. Trakten runt Kilmington består i huvudsak av gräsmarker.